# Mario Hytten
Mario Hytten (ur. 20 kwietnia 1957 roku w Sztokholmie) – szwajcarski kierowca wyścigowy pochodzenia szwedzkiego.

## Kariera
Hytten rozpoczął karierę w międzynarodowych wyścigach samochodowych w 1980 roku od startów w Wendy Wools Formuła 3 Race, gdzie uplasował się na dziesiątej pozycji w klasyfikacji generalnej. W późniejszych latach pojawiał się także w stawce Brytyjskiej Formuły 3, Grand Prix Makau, Europejskiej Formuły 3, FIA World Endurance Championship, Formuły 3000, World Touring Car Championship, IMSA Camel Lights, Brytyjskiej Formuły 3000, World Sports-Prototype Championship oraz IMSA Camel GTP Championship.
W Formule 3000 Szwajcar startował w latach 1985-1988. W pierwszym sezonie startów w ciągu jedenastu wyścigów, w których wystartował, raz stanął na podium. Uzbierane osiem punktów dało mu dziesiąte miejsce w klasyfikacji generalnej. W kolejnych latach startów Hytten w żadnym z dziesięciu wyścigów, w których wystartował nie zdołał zdobyć punktów.